# Indalmus hirsutus
Indalmus hirsutus là một loài bọ cánh cứng trong họ Endomychidae. Loài này được Strohecker miêu tả khoa học năm 1944.